# Salkīsar
Salkīsar (persiska: Selkī sar, Sil’kasar, سلکیسر) är en ort i Iran.   Den ligger i provinsen Gilan, i den nordvästra delen av landet, 230 km nordväst om huvudstaden Teheran. Salkīsar ligger 49 meter över havet och antalet invånare är 711.
Terrängen runt Salkīsar är platt norrut, men söderut är den kuperad. Terrängen runt Salkīsar sluttar norrut.Runt Salkīsar är det tätbefolkat, med 659 invånare per kvadratkilometer. Närmaste större samhälle är Rasht, 12,6 km norr om Salkīsar. Trakten runt Salkīsar består till största delen av jordbruksmark.